# 亞當斯巴辛 (紐約州)
亞當斯巴辛（英語：Adams Basin）是位於美國紐約州門羅縣的非建制地區。

## 歷史
亞當斯巴辛的郵局自1828年營運至今。

## 地理
亞當斯巴辛所處的海拔為高於海平面153米（即502英呎），而該地所採用的時區為UTC-5，即北美东部时区（EST）。同時該地設有夏令時間，為UTC-5調快一小時，即UTC-4（EDT）。